# Động đất Elazığ 2020

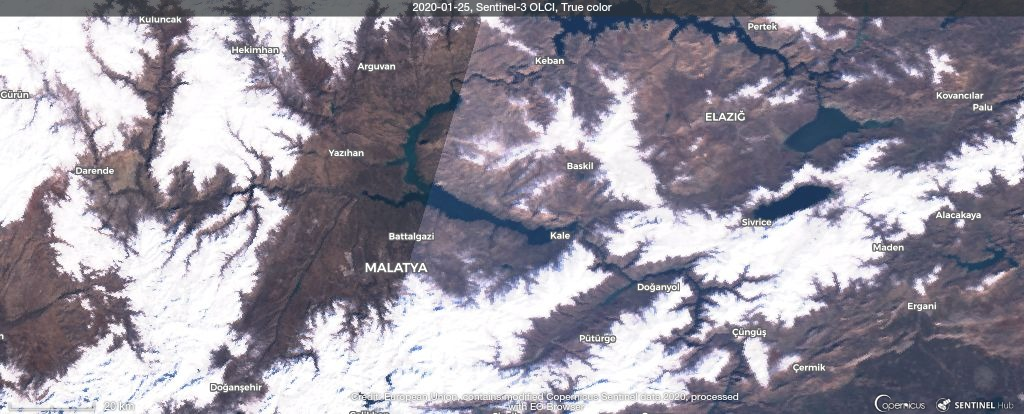
Nhìn từ vệ tinh tới vùng Elazığ.

Trận động đất Elazığ năm 2020 xảy ra lúc 20:55 giờ địa phương (17:55 UTC) vào ngày 24 tháng 1. Cường độ của trận động đất được xác định là 6,7 Mw . Tâm chấn của trận động đất ở gần thị trấn Sivrice ở tỉnh Elazığ và được cảm nhận ở các tỉnh lân cận Diyarbakır, Malatya, Adıyaman và Samsun, và các quốc gia láng giềng Syria, Lebanon và Iran. Đài thiên văn Kandilli đã điều chỉnh cường độ của trận động đất xuống 6,5. 41 người đã thiệt mạng và hơn 1600 người bị thương.

## Bối cảnh kiến tạo
Hầu hết Thổ Nhĩ Kỳ nằm trên mảng Anatolia, nơi đang bị đẩy về phía tây do vụ va chạm giữa mảng Ả Rập và mảng Á-Âu. Sự di chuyển về phía tây này được tạo ra bởi hai vùng Đứt gãy trượt bằng lớn, xu hướng tây-đông ở bên phải Đứt gãy Bắc Anatolia ở phía bắc của nước này và xu hướng TN-ĐB ở bên trái Đức gãy Đông Anatolia về phía đông nam. Sự di chuyển trên hai đứt gãy này đã gây ra nhiều trận động đất lớn và gây thiệt hại trong lịch sử. Các trận động đất lớn gần đây nhất trên đứt gãy Đông Anatolia là trận động đất Bingöl năm 2003 và trận động đất Elâzı 2010.

## Động đất

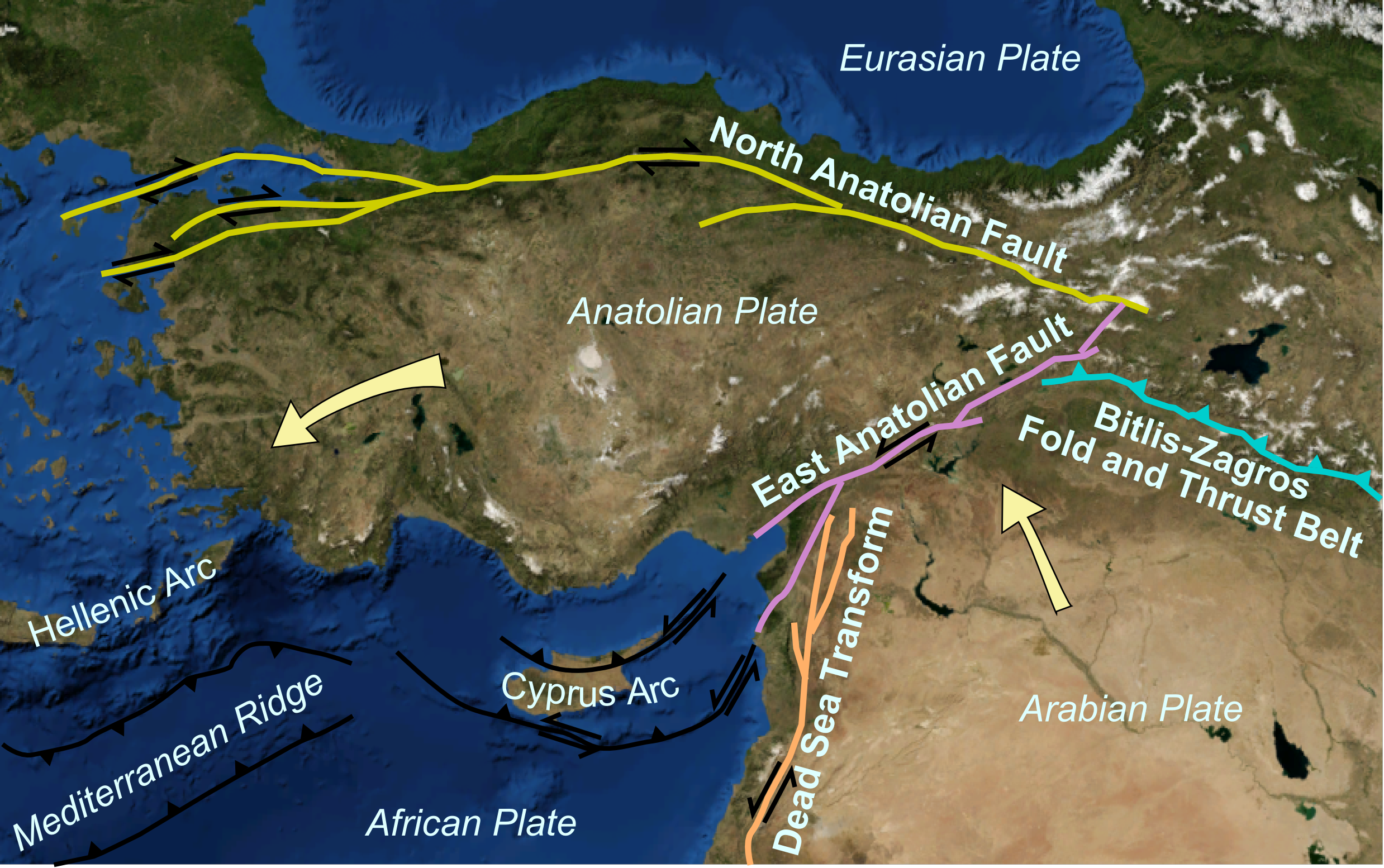
Bản đồ của mảng Anatolia, nổi bật với đứt gãy phía đông Anatolia.

Trận động đất có cường độ 6,7 Mw   và độ sâu 10,0 km theo ANSS và 6,5 Mw   và độ sâu 5,0 km theo Đài thiên văn Kandilli. Thời gian của trận động đất được báo cáo là 40 giây. Cơ chế đầu mối quan sát và vị trí tâm chấn phù hợp với trận động đất gây ra bởi sự di chuyển trên đứt gãy Đông Anatolia. Giữa 200-400 dư chấn đã được phát hiện sau trận động đất.
Tâm chấn của trận động đất ở gần thị trấn Sivrice, 550 km về phía đông của thủ đô Ankara của Thổ Nhĩ Kỳ. Thị trấn có 4.000 dân, nằm trong một khu vực ít dân cư.

## Hư hại
Ít nhất 10 tòa nhà bị sập ở một số nơi thuộc tỉnh Elazığ và Malatya, khiến người dân mắc kẹt bên trong. Tổng cộng có 22 người được báo cáo đã thiệt mạng, với 18 người ở Elazığ và 4 người nữa ở Malatya. Ít nhất 1.243 người đã được báo cáo bị thương, chủ yếu là ở tỉnh Elaziğ. 39 người đã được giải cứu khỏi các tòa nhà bị sập. Trận động đất làm gián đoạn một chương trình phát sóng trực tiếp của kênh truyền hình Edessa địa phương. Hàng chục người bị thương đã được báo cáo tại các tỉnh lân cận Adıyaman, Kahramanmaraş, Diyarbakır, anlıurfa và Batman. Một nhà tù ở Adiyaman đã bị hư hại trong trận động đất và sau đó được sơ tán.
Một người phụ nữ lớn tuổi đã được giải cứu sau khi bị mắc kẹt 19 tiếng dưới đống đổ nát. Cơ quan quản lý khẩn cấp và thiên tai Thổ Nhĩ Kỳ đã triển khai 400 đội tìm kiếm và cứu hộ đến các khu vực bị ảnh hưởng bên cạnh các nguồn cung cấp cứu trợ, tổng cộng 3.699 nhân viên. Lưỡi liềm đỏ Thổ Nhĩ Kỳ cũng huy động hàng trăm nhân viên của mình với các nhu yếu phẩm khẩn cấp cho khu vực. Tổng thống Thổ Nhĩ Kỳ Recep Erdogan đã hủy bỏ một cuộc tham dự theo lịch trình tại Ủy ban Quan hệ Kinh tế Đối ngoại và đến thăm khu vực này vào ngày 25 tháng 1 năm 2019, nơi ông tham dự lễ tang của một người mẹ và con trai đã chết trong trận động đất.